# Izquierda Serbia
La Izquierda Serbia (en serbio: Srpska Levica, cirílico serbio: Српска Левица) es un partido político socialista democrático de Serbia, fundado el 23 de enero de 2022. Su presidente es Radoslav Milojičić, exdiputado del Partido Demócrata, mientras que su presidente honorario es Joška Broz, expresidente del extinto Partido Comunista (Serbia). Según Milojičić, el partido está en oposición al gobierno de Aleksandar Vučić, aunque Broz todavía sirve en el grupo parlamentario del Partido Socialista de Serbia.

## Historia
El partido político Izquierda Serbia fue fundado el 23 de enero de 2022 en reemplazo del extinto Partido Comunista (Serbia). Radoslav Milojicic Kena fue elegido presidente de ese partido y al día siguiente declaró que su partido estaba en contra del régimen de Aleksandar Vucic y el Partido Progresista Serbio. A pesar de que la Izquierda Serbia es el partido sucesor del extinto Partido Comunista (Serbia) su línea ideológica no es la misma que la de este, pues la Izquierda Serbia no es un partido comunista sino un partido de la izquierda moderada.

## Presidentes
| # | Nombre (Nacimiento-muerte) | Nombre (Nacimiento-muerte) | Inicio del período  | Término del período |
| - | -------------------------- | -------------------------- | ------------------- | ------------------- |
| 1 | Radoslav Milojičić (1984-) |                            | 23 de enero de 2022 | En el cargo         |

## Resultados electorales

### Elecciones parlamentarias
| Elecciones | Cabeza de lista    | # de votos     | % | Escaños | Estatus              | Notas |
| ---------- | ------------------ | -------------- | - | ------- | -------------------- | ----- |
| 2022       | Radoslav Milojičić | Sin participar | 0 | 0/250   | Fuera del parlamento |       |